# ホワイト・キャッスル (ファストフード)
ホワイト・キャッスル（英語：White Castle）は、アメリカ合衆国のファストフード・チェーン店運営企業。アメリカ合衆国中西部およびニューヨーク都市圏で地域的にハンバーガー・レストランを展開している。創業は1921年で、アメリカ合衆国における同種の事業の先駆的存在である。
同社は、正方形に作る小ぶりのハンバーガーで知られている。「スライダー」と呼ばれるこのハンバーガーは、1940年代まで1個5セントで、その後も長く10セントだったが、その間に大きさが小さくなっていった。当初の1個5セントだった初期には、テイクアウトなら5個で10セント、というクーポン券を広告に刷り込んでいた。

## 歴史

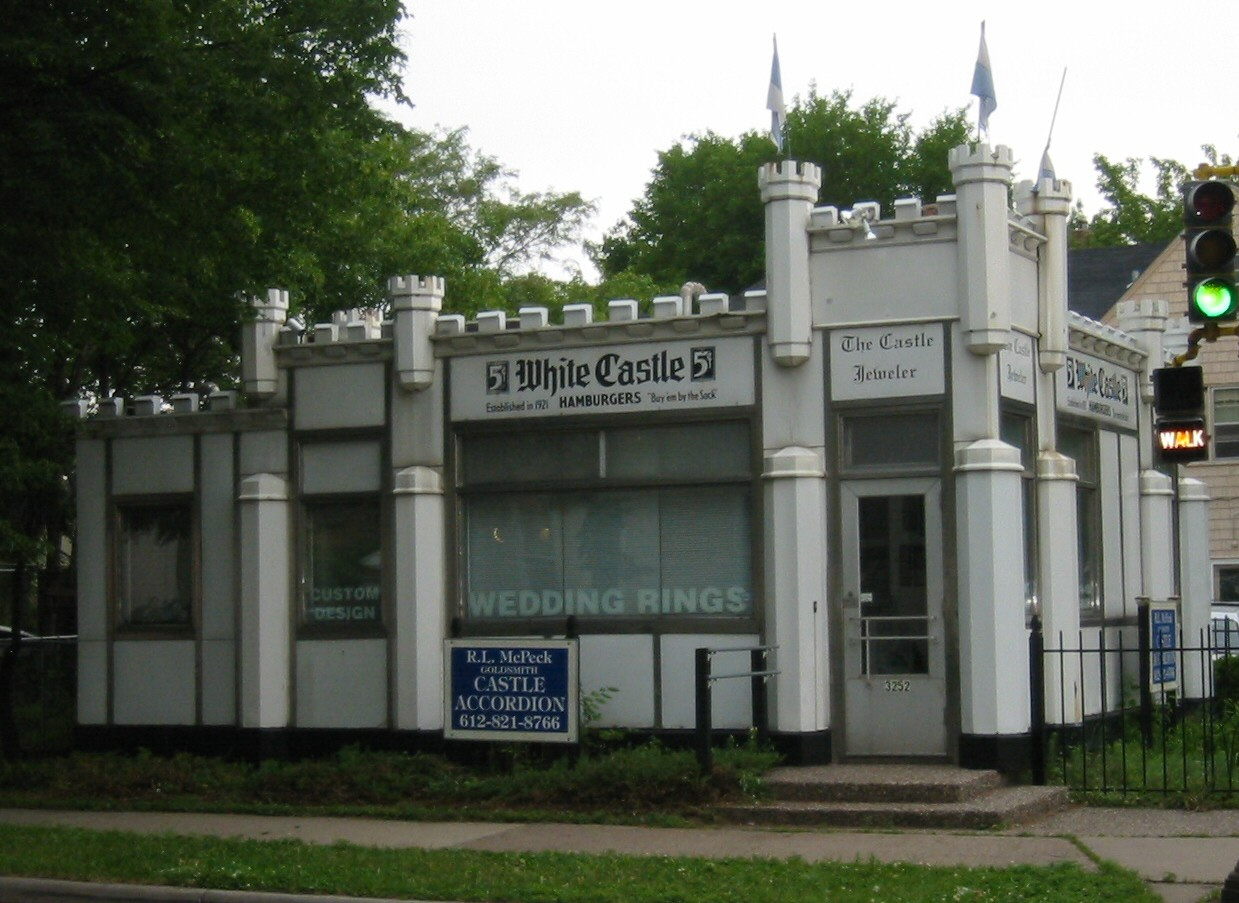
ホワイト・キャッスル8号店（1927年築）

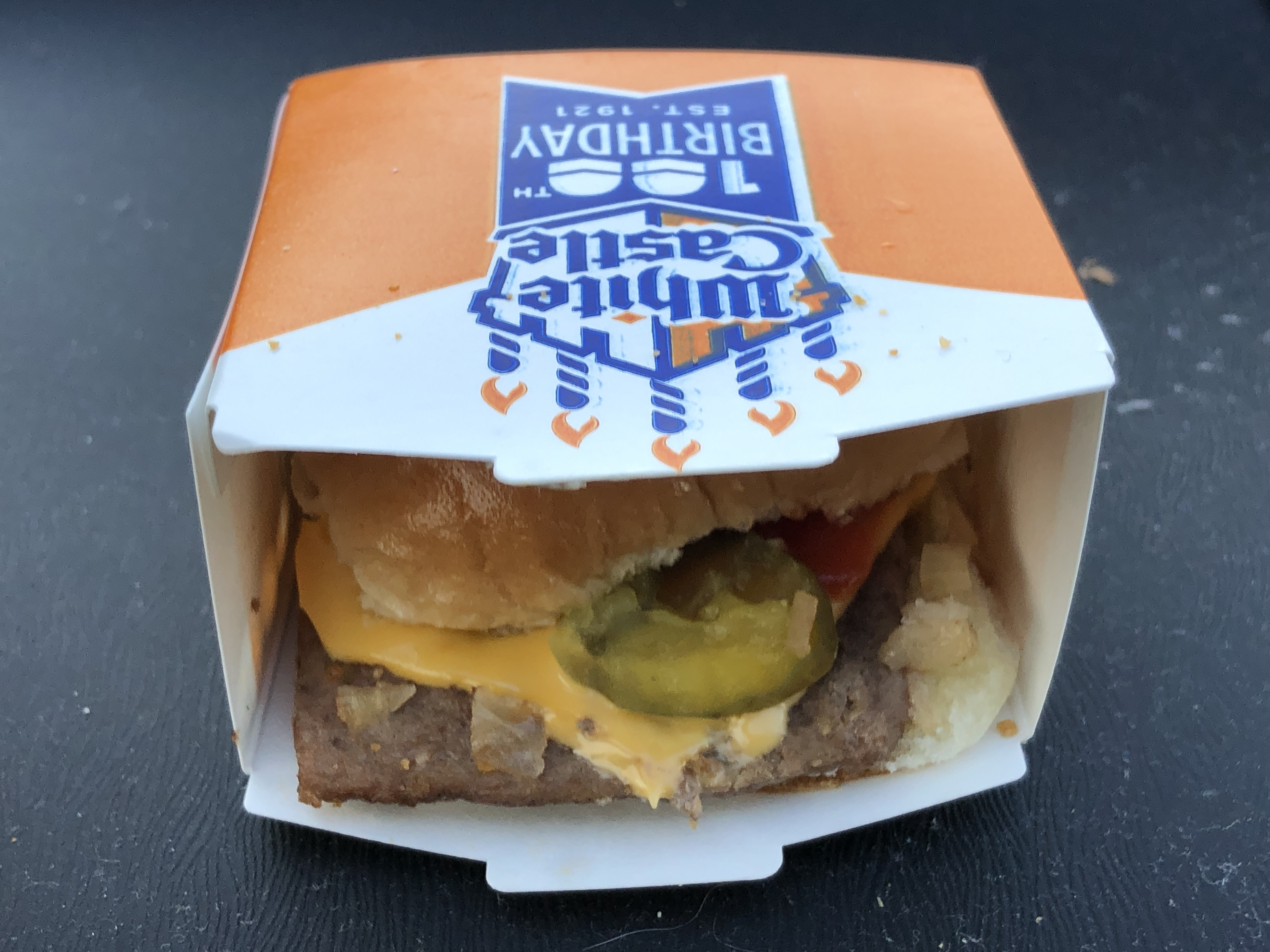
スライダー

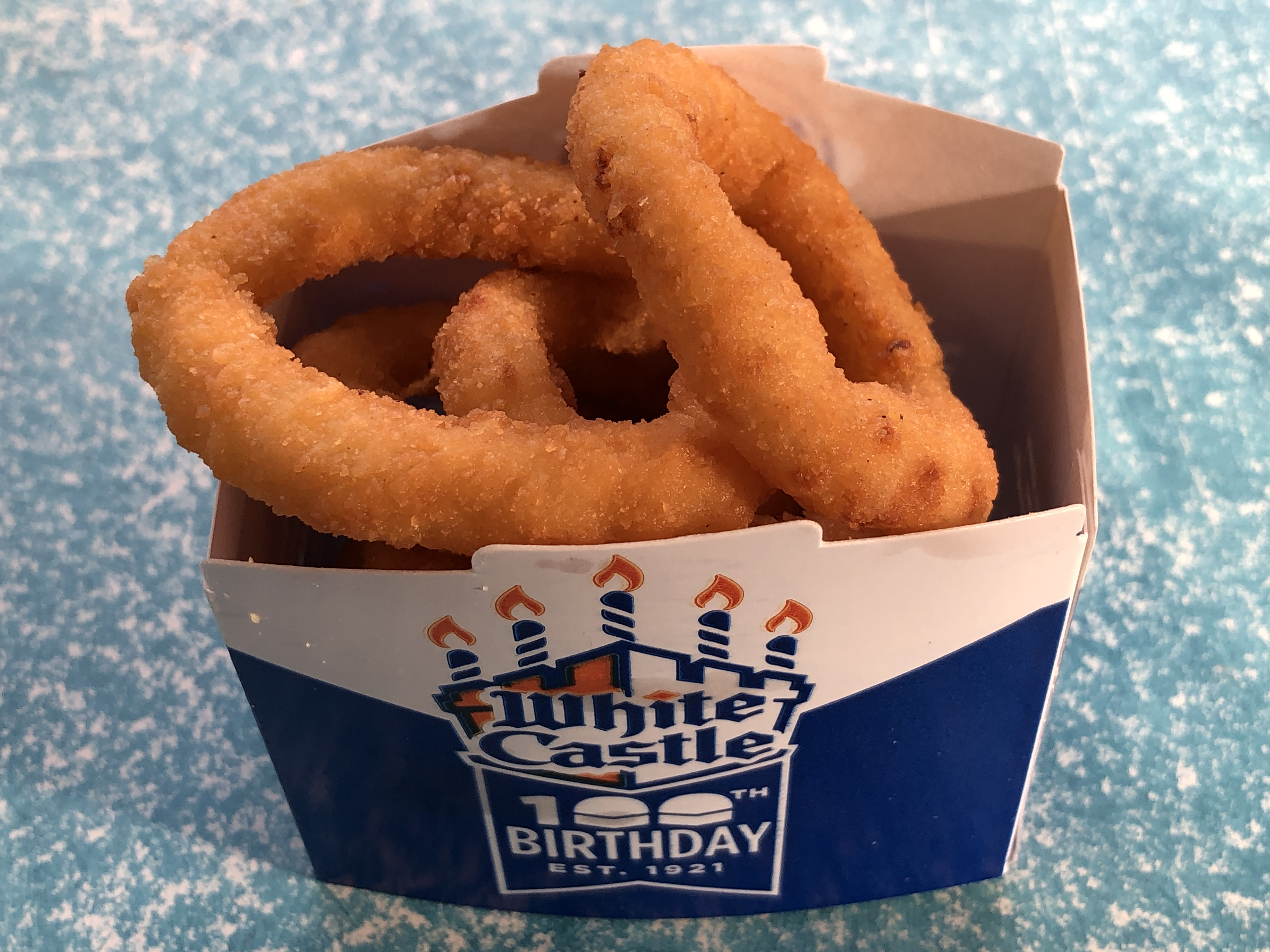
オニオンリング

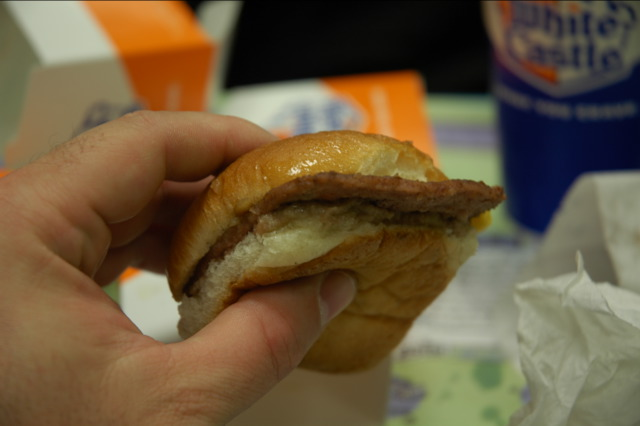
特徴的な小さいハンバーガー（スライダー）

ホワイト・キャッスルは、1921年にカンザス州ウィチタで創業した。コックだったウォルター・A・アンダーソン(Walter A. Anderson)が、保険会社出身のエドガー・ウォルド・"ビリー"・イングラム(Edgar Waldo "Billy" Ingram)と組んで、ホワイト・キャッスルを広め、チェーン店に成長させたのである。
当時のアメリカ人は、アプトン・シンクレアの1906年の小説『ジャングル』によって食肉加工業の劣悪な衛生状態が広く知られるようになって以降、挽肉を食べることを躊躇するようになっていた。ホワイト・キャッスルの創業者たちは、食肉加工業の清潔さを疑問視する当時広まっていた認識を変えようとした。清潔さを印象づけるため、小さな店舗は、鉄鋼の外壁に琺瑯のタイルを張り、内装にはステンレススチールを用いて、従業員は染みひとつない制服を身につけていた。ウィチタの1号店が成功すると、同社はカンザス州エル・ドラドに出店したのを皮切りに、中西部の市場に支店を出し始めた。ホワイト・キャッスル8号店は、1927年に建設され、後に改装されたもので、プレハブ工法による建物に琺瑯タイルを張るというホワイト・キャッスルの店舗の典型例である（写真参照）。この建物は28フィート（8.5メートル）四方の広さで、シカゴ・ウォーター・タワーに似た外見になるよう造られており、八角形の控え壁や、銃眼が配された塔、胸墻が意匠として施されている。
アンダーソンは、ハンバーガー用のバンズとともに、「組み立てラインとしてのキッチン、いくらでも取り替えが効く技術者としてのコック」を発明した人物とされており、それによって現代のファストフード現象の興隆をもたらした。チェーン全体に標準化された手法を用いるというホワイト・キャッスルのイノベーションによって、顧客はどこのホワイト・キャッスルの店でも同じ商品とサービスが提供されると期待することができた。ヘンリー・フォードが自動車製造業でやったことを、アンダーソンとイングラムはハンバーガーでやったのである。
アンダーソンは、挽いたばかりの挽肉と新鮮なタマネギを用いる、効率的なハンバーガーの調理法を開発した。挽肉は、18個で1ポンド、40個で1キログラムになるように（1個がおよそ25グラムになるように）機械でボール状に整形される。ボール状になった挽肉は、熱したグリルの上に置かれ、薄く切られた新鮮なタマネギがトッピングされる。次に、これをひっくり返してタマネギを下にする。それからボールを押しつぶして薄いパテにする。調理中のパテの上にバンズの下半分を載せ、さらにその上にもう半分を載せて、牛肉とタマネギの肉汁や香りをバンズにしみ込ませる。調理後、キュウリのピクルスのスライスを挟み込んで、サーブする。ケチャップやマスタードなどの調味料は、顧客が自分で加えることになっている。挽きたての牛肉とタマネギを使うアンダーソンの手法は、現在では使われておらず、冷凍された小さな四角いパテ（当初は Swift & Company が供給していた）を、グリル上で、水で戻した乾燥タマネギの層の上に載せて調理している。非常に薄く作られているパテは、調理の間いっさい裏返されない。
当時のアメリカ合衆国ではファストフードがまったく知られていなかったので、今日あるような、この事業を支えるインフラストラクチャーは存在していなかった。同社は、集中化されたパン工場、食肉工場、倉庫などを自ら整備していった。同社が自前でやらなかったのは、牛と小麦を育てる事だけだ、とさえ言われた。イングラムは、それまでなかった、紙帽子を作る機械を開発した。1932年にイングラムは子会社 Paperlynen を立ち上げ、自社のレストランで使う帽子その他の紙製品や、その他もろもろの目的に用いる紙製品を扱わせた。1955年、Paperlynen は4200万個の紙帽子を生産して世界中に輸出し、25,000種類以上の製品を製造していた。1934年には、Porcelain Steel Buildingsという子会社が設立され、移動可能な、プレハブ工法の鉄鋼製フレーム構造や、琺瑯の内外装用パネルを製造するようになり、ホワイト・キャッスルのどこの店舗でも組み立てができるようになった。この素材のこうした使い方は、知られている限り、これが初めてであった。 
ホワイト・キャッスルは、社内向けの広報誌『White Castle Official House Organ』の発行を、1925年11月ころから始めた（当初は『The Hot Hamburger』という誌名だった）。広報誌には、従業員から集まる手紙や職場で働く姿の写真、プロモーション活動の告知、勤続25周年表彰や退職の記事、その他諸々の記事が、地理的なまとまりごとに配置されていた。「従業員たちは、……他の地域の同僚が成長し、イノベーションを生み出していく様子を読めるので、全員が会社組織が目指す方向や状況をよくわかって」いたという。この広報誌は、1980年代はじめまで季刊で発行されており、一時期は『The Slider Times』という名だった時期もある。オハイオ歴史協会(Ohio Historical Society)は、ホワイト・キャッスルを経営している White Castle System, Inc. に関係する1921年から1991年までの期間にわたる膨大なアーカイブを保管しているが、その中には1927年から1970年までの『White Castle Official House Organ』が含まれている。
イングラムの商才は、ホワイト・キャッスルを成功させただけでなく、ハンバーガーを普及させたのである。
1933年、イングラムはアンダーソンの持ち株を買い取り、翌年、本社をオハイオ州コロンバスに移した。同社の株式は現在も公開されておらず、米国内のすべての店舗は直営である。共同創業者のビリー・イングラムが占めた同社代表の座は、息子E・W・イングラム・ジュニア(E. W. Ingram, Jr.)、孫E・W・イングラム3世(E. W. Ingram, III)へと引き継がれた。
2001年、創業80周年にあたって、ホワイト・キャッスルは「Cravers' Hall of Fame」（「どうしても食べたい人の殿堂」の意）を始めた。これは自薦他薦を問わず公募で集まった、どうしてもホワイト・キャッスルで食べたい人の話に基づいて、年に一度、殿堂入りの受賞者を厳選するものである。例年5件から10件ほどが話が選ばれ、2007年までに64件の話が選ばれているが、これは殿堂の開始以来の応募総数の1パーセントにも満たない数である。
イングラムは、フランチャイズ化も、資金の借り入れも頑に拒んだため、ホワイト・キャッスルのチェーンは、ほとんどの同業他社に比べ、地理的に散在した比較的小規模なもののままにとどまった。米国全体で420店舗ほどが展開しており、その多くは中西部とテネシー州に、また、地理的には離れたニューヨーク大都市圏にも一定数の店舗があるが、マクドナルドの（全世界で）約32,000店舗とは格段の違いがある。しかし、2004年時点ではイングラムの曾孫の代になっているホワイト・キャッスルは、1店舗あたりの収益額が高く、ファストフード業界においてマクドナルドに次ぐ2位になっている。

## マーケティング
ホワイト・キャッスルは、スライダーを30個入れた「Crave Case」と名付けられた箱詰めも販売している。30個という数字は、同社の標準的なグリルで一度に調理できる数である。一部の店舗では100個入りの「Crave Crate」を提供している。これを提供できる店舗は多いが、メニューで宣伝はしていない。
毎年バレンタインデーには、一定の料金を支払うと、キャンドル付きの2人用のテーブルが用意され、給仕係（サーバー）が付く。
ホワイト・キャッスルは、2003年に新たなロゴを発表した。また「What You Crave」（「あなたが熱望するもの」の意）というスローガンを1994年から使っている。
多くの店舗では、朝食メニューを朝5時から10時半まで扱っているが、一部の店舗では終夜営業を行なう場合に、深夜0時から朝食メニューが提供されている場合もある。通常メニューは24時間提供される。一部の店舗では、平日は終夜営業をせず、平日は深夜1時ころから閉店作業に入り、終夜営業は金曜日と土曜日の深夜だけという場合もある。
ホワイト・キャッスルの創業地カンザス州ウィチタには、現在は店舗がない。創業地に店舗を持っていないファストフード・チェーンはごく少数で、当地の住民は店舗の再進出を求めている。

## かつて店舗があった国
- マレーシア - 1989年/1990年
- 日本 - 1986年に、大阪府に本拠を置く株式会社サト（当時。現在のSRSホールディングス）がホワイト・キャッスルと提携し、100円バーガーとして数店を出店したが、後に撤退した[14]。
- シンガポール
- 韓国 -  1993年